# Soma vazia
Na matemática a soma vazia é o resultado da adição de nenhum número, como em um somatório, por exemplo. Seu valor numérico é 0, o elemento neutro da adição.
Este fato é especialmente útil na matemática discreta e na álgebra.
Um caso simples, bastante conhecido é o caso em que
{\displaystyle 0\times a=0\,\!}
isto é, a multiplicação de um número a qualquer por zero sempre é igual a zero, porque foram adicionadas zero cópias de a.
A soma vazia pode ser comparada com o produto vazio — a multiplicação de nenhum número — cujo valor não é zero, mas 1, o elemento neutro da multiplicação.
Por exemplo,
{\displaystyle {\text{soma}}((2,3,5))={\text{soma}}((2,3))+5={\text{soma}}((2))+3+5={\text{soma}}(())+2+3+5=0+2+3+5\,\!}.
Em geral, define-se
{\displaystyle {\text{soma}}(())=0\,\!}
e
{\displaystyle {\text{soma}}((a_{i})_{i\leq n})={\text{soma}}((a_{i})_{i\leq n-1})+a_{n}}.